# Mat Ala
Mat Ala è un vulcano a scudo della catena dell'Tat Ali nel Afar in Etiopia. Formatosi durante l'Olocene, ha un cratere di 2.5 per 3.4 km. Attualmente è dormiente, ma sono presenti fumarole in piccole faglie.